# 제이슨 버틀러 하너

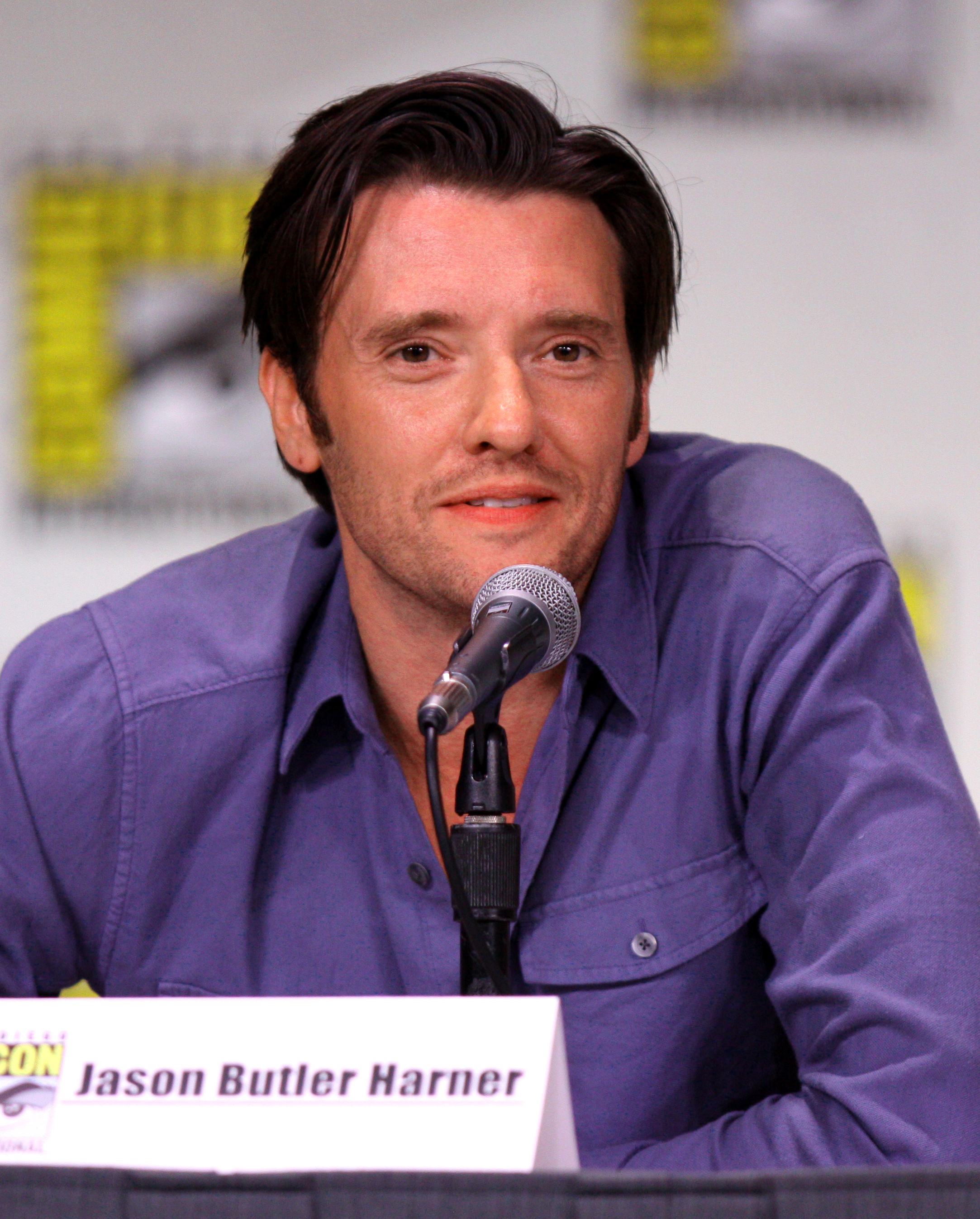

제이슨 버틀러 하너(Jason Butler Harner, 1970년 10월 9일 ~ )는 미국의 배우, 연극 배우, 텔레비전 배우, 영화배우이다.

## 방송
- 오자크 시즌2
- 오자크
- 알카트라즈